# Kurt Säuberlich
Kurt Säuberlich (* 24. März 1904 in Krölpa; † 23. Juli 1971 in Saalfeld) war ein deutscher Metallurg in der Zeit des Nationalsozialismus und in der DDR.

## Leben
Säuberlich, aus einer Land- und Forstarbeiterfamilie stammend, studierte nach dem Oberrealschulabschluss von 1924 bis 1932 an der Bergakademie in Freiberg mit Abschluss Bergingenieur. Seit 1930 Mitglied der NSDAP, gelang es ihm in relativ kurzer Zeit, wichtige Positionen an der Bergakademie einzunehmen: bis 1934 noch wissenschaftlicher Hilfsassistent am Braunkohlenforschungsinstitut, 1935 bereits stellvertretender Direktor der Bergtechnischen Abteilung, 1937 Promotion (und Eintritt in die SS), ab 1941 Obersturmführer und 1938 Leiter des Außeninstituts der Bergakademie. Während dieser Zeit war er V-Mann des SD und in der späteren DDR IM des MfS. Von Freiberg aus war er der „letzte Gaudozentenführer Sachsens“.
Von 1945 bis 1948 war er im sowjetischen Speziallager Nr. 2 in Buchenwald interniert. 1949 wurde er Direktor des Forschungsinstituts für Roheisenerzeugung in der Maxhütte im thüringischen Unterwellenborn und war maßgeblich an der Entwicklung des Niederschachtofenverfahrens beteiligt. Säuberlich war Mitglied des Kulturbundes zur demokratischen Erneuerung Deutschlands und vertrat diesen nachweislich von 1954 bis 1958 als Abgeordneter in der Volkskammer der DDR. Entgegen der Angaben in verschiedenen Publikationen war Kurt Säuberlich jedoch nicht Mitglied der SED. Ferner nahm er als Mitglied des Forschungsrates aktiv an der politischen Gestaltung des Landes teil.

## Ehrungen
- Nationalpreis der DDR III. Klasse (1953)
- Zehnfacher Aktivist
- Held der Arbeit
- Vaterländischer Verdienstorden in Silber (1961)